# Dausprungas
Dausprungas o Dovsprunk in fonti russe (... – prima del 1238) era il fratello maggiore di Mindaugas, primo re di Lituania. È tra i cinque duchi lituani anziani citati in un trattato del 1219 stipulato con la Galizia-Volinia.

## Biografia
Oltre a Dausprungas, gli altri quattro citati nel trattato sono Živinbudas, Daujotas, Mindaugas e Viligaila (fratello di Daujotas).
Poiché Dausprungas è l'unico fratello noto di Mindaugas, si presume che i nipoti di Mindaugas Gedvydas e Tautvilas siano suoi figli, i quali si ribelleranno contro lo zio decenni più tardi. Se questo fosse vero, allora Dausprungas era il suocero di Danilo di Galizia. Due informazioni su cui è possibile essere molto ottimisti sulla loro effettività ineriscono al matrimonio della sorella di Vykintas, altra figura importante nella Lituania dell'inizio XIII secolo, con Dausprungas e alle nozze tra Vykintas e la sorella di Dausprungas (ergo anche di Mindaugas). Poiché è noto che Mindaugas nel suo processo di acquisizione del potere avesse ucciso pure suoi parenti e poiché Dausprungas non è menzionato in fonti successive al 1219, alcuni storici ne hanno immaginato la morte per mano del fratello. Altra parte della storiografia boccia quest'ipotesi poiché si sa che i figli di Dausprungas avevano ereditato i suoi possedimenti e li governavano ancora nel 1248.